# 1978年逝世人物列表
下面是1978年逝世的知名人士列表。
1978年逝世人物列表：1月 - 2月 - 3月 - 4月 - 5月 - 6月 - 7月 - 8月 - 9月 - 10月 - 11月 - 12月

## 1月

### 2日
- 西里爾·金，美屬維爾京群島總督

### 6日
- 伯特·芒羅，紐西蘭摩托車賽車手

### 13日
- 休伯特·汉弗莱，美國第38任副總統

### 14日
- 庫爾特·哥德爾，奥地利数学家

### 16日
- 汪厥明，81歲，中華民國中央研究院第三屆（生命科學組）院士[1]

### 22日
- 赫伯特·薩特克利夫，英國板球運動員

### 23日
- 特裡·凱斯，美國搖滾音樂家（芝加哥）
- 傑克·奧基，美國演員

### 26日
- 利奧·根恩，英國演員和大律師

### 29日
- 蒂姆·麥考伊，美國演員

### 30日
- 瑪麗-路易絲·達米安，法國女演員

## 2月

### 2日
- 唐君毅，新儒家，中國哲學家

### 3日
- 姜立夫，88歲，中華民國中央研究院第一屆（數理科學組）院士[1]

### 9日
- 馬笑英，70歲，香港粵語片前女演員。
- 沃倫·金，美國漫畫家

### 10日
- 雷登托·瑪麗亞·高奇，馬爾他加爾默羅主教

### 11日
- 詹姆斯·布莱恩特·科南特，美國化學家

### 15日
- 伊爾卡·蔡斯，美國女演員[2]

### 17日
- 阿爾特米·阿爾齊霍夫斯基，蘇聯考古學家和歷史學家

### 18日
- 玛吉·麦可纳马拉，美國女演員

### 19日
- 潘卡伊·穆裡克，孟加拉作曲家和歌手

### 24日
- 阿爾瑪·湯瑪斯，非裔美國畫家

### 28日
- 安必立，美國韓裔演員

## 3月

### 1日
- 保羅·斯科特，英國作家

### 11日
- 克勞德·弗朗索瓦，法國藝人

### 13日
- 約翰·卡佐爾，美國演員

### 17日
- 埃迪·艾考，美國救生員和衝浪者
- 賈科莫·維奧拉多，義大利羅馬天主教紅衣主教

### 18日
- 佐勒菲卡尔·阿里·布托，巴基斯坦前总理
- 佩吉·伍德，美國女演員[3]

### 19日
- 加斯頓·裘莉婭，法國數學家

### 21日
- 卡福爾·奧道勞，愛爾蘭大律師、法官、愛爾蘭第五任總統

### 22日
- 伊西德羅·阿尤拉，厄瓜多第22任總統

### 24日
- 安德烈·拉勒芒，法國天文學家

### 29日
- 易文，香港導演

### 31日
- 阿斯特麗德·奧爾文，美國女演員
- 查尔斯·赫伯特·贝斯特，加拿大醫學家[4]

## 4月

### 8日
- 朗·盧福瓦·富勒，美國法律哲學家

### 9日
- 维维安·麦格拉思，澳大利亞網球運動員

### 13日
- 豐米拉約·勒索姆-庫蒂，奈及利亞婦女參政論者和女權活動家

### 16日
- 卢修斯·克莱，二戰後美國德國軍事總督
- 菲利伯特·齊拉納納，馬達加斯加領導人和政治家，馬達加斯加第一任總統

### 21日
- 桑迪·丹尼，英國創作歌手

### 22日
- Will Geer，美國演員

### 27日
- 約翰·多格，美國網球運動員

## 5月

### 1日
- 阿拉姆·哈恰圖良，蘇聯-亞美尼亞作曲家和指揮家

### 6日
- 埃特爾達·布萊布特雷，美國奧運游泳運動員

### 8日
- 邓肯·格兰特，蘇格蘭畫家

### 9日
- 阿尔多·莫罗，意大利基督教民主黨政治家和政治家，第38任義大利總理（遇刺）

### 13日
- 阿爾比·羅伯茨，紐西蘭板球運動員

### 15日
- 羅伯特·孟席斯，前澳洲總理

### 16日
- 威廉·施泰因贝格，德裔美國指揮家

### 17日
- 阿明·韋格納，德國人權活動家

### 18日
- 塞爾文·勞埃，英國政治家

### 20日
- 蘇布拉赫曼亞·薩斯特裡，印度梵文學者[5]

### 22日
- 約瑟夫·哥倫布，美國黑幫
- 奧布里·費奇，美國海軍上將[6]

### 26日
- 塔玛拉·卡萨维娜，蘇聯芭蕾舞演員
- 豪爾赫·伊卡薩·科羅內爾，厄瓜多小說家

### 31日
- 博日克·约瑟夫，匈牙利足球運動員
- 何塞·岡薩沃，西班牙足球運動員和經理

## 6月

### 2日
- 圣地亚哥·伯纳乌·耶斯特，西班牙足球運動員，皇家馬德里足球俱樂部主席

### 4日
- 豪爾赫·德·塞納，葡萄牙小說家和詩人

### 7日
- 罗纳德·乔治·雷伊福特·诺里什，英國化學家，諾貝爾獎獲得者

### 12日
- 郭沫若（鼎堂），86歲，中國近代文學家，中華民國中央研究院第一屆（人文及社會科學）院士。[1]

### 17日
- 羅伯特·B·威廉姆斯，美國演員

### 20日
- 麥克·洛遜，加拿大電影導演

### 21日
- 路德·楊達爾，美國政治家，1947年至 1951年擔任明尼蘇達州州長，1951年至 1978 年擔任美國地區法官

### 24日
- 艾哈迈德·侯赛因·加什米，阿拉伯葉門共和國第四任總統

### 25日
- 王宪钟(H.C. Wang)，57歲，中華民國中央研究院第5屆(數理科學組)院士[1]

### 27日
- 喬塞特·戴，法國女演員

### 28日
- 克利福德·杜邦，羅得西亞第一任總統

### 29日
- 余光生，中國延安解放日报总编辑，铁道部副部长
- 鮑勃·克蘭，美國演員、鼓手、電臺主持人和唱片騎師

### 30日
- 袁牧之，中国电影艺术家，曾任文化部电影局局长

## 7月

### 1日
- 庫爾特·斯圖登特，德國空軍上將，二戰期間德國空降部隊司令。

### 3日
- 詹姆斯·戴利，美國演員

### 6日
- 彼得羅·蒙大拿，義大利裔美國雕塑家、畫家和教師[7]

### 7日
- 法蘭西斯科·門德斯，幾內亞比紹政治家，幾內亞比索第一任總理

### 10日
- 阿卜杜勒·拉紮克·納伊夫，伊拉克第31任總理

### 14日
- 加斯东·拉格诺，法國運動員

### 16日
- 霍華德·埃斯塔布魯克，美國演員

### 17日
- 塞耶·大衛，美國演員

### 21日
- 凌純聲（民復），80歲，中華民國中央研究院第三屆(人文及社會科學)院士。[1]

### 27日
- 威廉·范·奧特盧，荷蘭指揮家、大提琴家和作曲家

### 30日
- 翁贝托·诺毕尔，義大利飛行員和探險家[8]

### 31日
- 俄羅斯羅斯季斯拉夫·亞歷山德羅維奇親王

## 8月

### 1日
- W.E.巴特勒，英國神秘學家

### 3日
- 罗瑞卿，中國军事家、中國人民解放軍高級將領

### 6日
- 教宗保祿六世
- 愛德華·杜雷爾·斯通，美國建築師

### 16日
- 于斌樞機

### 19日
- 埃米利奧·努涅斯·波圖翁多，古巴外交官和政治家，古巴第13任總理

### 22日
- 乔莫·肯雅塔，肯尼亚首任总统

### 23日
- 奧古斯丁·伊松扎，墨西哥演員

### 24日
- 路易士·普里馬，義大利出生的美國歌手和演員

### 25日
- 奧利維爾·海珊諾，法國演員
- 喬治·E·喬納斯，美國慈善家

### 26日
- 查理斯·博耶，法國演員
- 何塞·曼努埃尔·莫雷诺，阿根廷足球運動員

### 28日
- 科菲·阿佈雷法·布西亞，迦納民族主義領袖，迦納第二任總理
- 勞勃·蕭，英國演員[9]

### 30日
- Geertruida Wijsmuller-Meijer，荷蘭戰爭英雄、抵抗戰士和人道主義者[10]

## 9月

### 3日
- 卡琳·莫蘭德，瑞典女演員

### 4日
- 利奧諾拉·科恩，英國婦女參政論者和工會主義者

### 6日
- 阿道夫·达斯勒，阿迪達斯德國創始人

### 7日
- 基思·穆恩，英國搖滾鼓手

### 8日
- 里卡多·薩莫拉，西班牙足球運動員

### 9日
- 休·麥克迪亞米德，蘇格蘭詩人
- 杰克·华纳，加拿大裔美國電影製片人

### 11日
- 瓦萊里安·格拉西亞斯，印度羅馬天主教大主教和紅衣主教
- 喬治·馬可夫，保加利亞劇作家和作家
- 羅尼·彼得森，瑞典一級方程式賽車手
- 柯蒂斯·沙克，美國法學家[11]

### 12日
- 弗蘭克·弗格森，美國演員

### 15日
- 威利·梅塞施密特，德國飛機設計師和製造商

### 21日
- 彼得·沃格爾，德國電影演員

### 23日
- 萊曼·博斯托克，美國棒球運動員

### 24日
- 哈索·冯·曼陀菲尔，德國陸軍上將

### 26日
- 曼内·西格巴恩，瑞典物理學家，諾貝爾獎獲得者[12]

### 27日
- 謝爾蓋·阿斯拉馬相，蘇聯作曲家
- Dumitru Dămăceanu，羅馬尼亞將軍和政治家[13]

### 28日
- 教宗若望保祿一世

### 30日
- 埃德加·卑爾根，美國演員和口技師

## 10月

### 1日
- 阿爾弗雷多·奧維亞爾，菲律賓羅馬天主教主教和上帝的僕人[14]

### 4日
- 羅伊·鄧尼斯，美國青少年，患有顱骨發育不良

### 8日
- 卡爾·斯文森，美國演員
- 吉姆·吉列姆，美國棒球運動員

### 9日
- 雅克·布雷尔，比利時歌手

### 10日
- 拉尔夫·梅特卡夫，美國奧林匹克運動員
- 赫爾墨斯·利馬，巴西總理兼外交部長

### 11日
- 魯思文·托德，蘇格蘭詩人、藝術家和小說家

### 12日
- 南希·斯龐根，席德·維西烏斯女友

### 15日
- W·尤金·史密斯，美國攝影記者

### 16日
- 丹·戴利，美國演員

### 17日
- 乔瓦尼·格隆基，義大利第三任總統[15]

### 19日
- 吉格·扬，美國演員

### 21日
- 阿纳斯塔斯·米高扬，俄國革命家、蘇聯政治家

### 26日
- 羅宗洛，80歲，中華民國中央研究院第一屆（生命科學組）院士[1]

### 28日
- 傑弗里·昂斯沃思，英國電影攝影師

## 11月

### 4日
- 阿爾沙德·烏馬里，伊拉克第15任總理

### 8日
- 諾曼·洛克威爾，美國藝術家

### 10日
- 西奧·林根，德國演員

### 15日
- 瑪格麗特·米德，美国人类学家

### 18日
- 利奧·里安，美國政治家
- 吉姆·琼斯，美國邪教領袖

### 20日
- 乔治·德·基里科，義大利畫家

### 24日
- 沃倫·韋弗，美國科學家和數學家

### 27日
- 乔治·莫斯科尼，美國政治家，時任舊金山市長
- 哈維·米爾克，美國政治家和活動家

## 12月

### 3日
- 威廉·格蘭特·斯蒂爾，美國作曲家

### 7日
- 亞歷山大·韋特莫爾，美國鳥類學家和鳥類古生物學家

### 8日
- 果尔达·梅厄，以色列教師、政治家和政治家，以色列第四任總理[16]
- 江口夜诗，日本作曲家

### 10日
- 埃米利奧·波特斯·希爾，墨西哥代理總統（1928-1930）[17]
- 埃德·伍德，美國電影製片人、演員和作家

### 11日
- 文森特·迪维尼奥，美國生物化學家

### 12日
- 費伊·康普頓，英國女演員

### 14日
- 薩爾瓦多·德·馬達里亞加，西班牙外交官、作家、歷史學家和和平主義者

### 15日
- Chill Wills，美國演員

### 17日
- 唐·埃利斯，美國爵士小號手、鼓手、作曲家和樂隊領隊
- 約瑟夫·弗林斯，德國紅衣主教，科隆大主教[18]

### 27日
- 胡阿裡·布梅迪安，阿爾及利亞第二任總統

### 31日
- 尼古勞·多斯·雷斯·洛巴托，東帝汶政治家，東帝汶代理總統